# Blankenburg
För andra betydelser, se Blankenburg (olika betydelser).
Blankenburg (Harz) är en stad i Landkreis Harz i det tyska förbundslandet Sachsen-Anhalt. De tidigare kommunerna Cattenstedt, Derenburg, Heimburg, Hüttenrode, Timmenrode och Wienrode uppgick i Blankenburg den 1 januari 2010.
Staden ligger norr om bergstrakten Harz mellan Wernigerode och Quedlinburg. I kommunen finns två slott, ett kloster och en fästning. Nära staden börjar en geologisk formation av sandsten som liknar en mur. Formationen fick namnet Teufelsmauer (djävulsmuren).
Blankenburg var ursprungligen ett tyskt grevskap, omtalat första gången i början av 1100-talet. Uner slutet av medeltiden var Blankenburg en vasallstat under Braunschweig-Wolfenbüttel och införlivades omkring 1600 med Braunschweig-Wolfenbüttel. Åren 1815–1918 tillhörde staden Hertigdömet Braunschweig och därefter Fristaten Braunschweig. Efter andra världskriget tillföll orten Östtyskland.
Ett dokument från 1305 beskriver en ringmur kring staden, den ursprungliga borgen var bara en ruin efter flera stridigheter. Borgruinen ersattes med ett slott med en park i barockstil. Under 1700-talet dominerades stadens ekonomi av den nyetablerade grovdriften efter järnmalm och sandsten. 1872 fick Blankenburg järnvägsanslut till Halberstadt. Med lera och torv från närbelägna myrar etablerades 1937 ett gyttjebad. Under andra världskriget byggdes i grottor och dagort nära Blankenburg vapen, bland annat u-båtar. Delar av staden förstördes under en amerikansk flygbombning den 20 april 1945. Hertigens familj som var bosatt i slottet flydde från den sovjetiska till den brittiska ockupationszonen.
Arkeologen Robert Koldewey och filosofen Oswald Spengler föddes i Blankenburg.

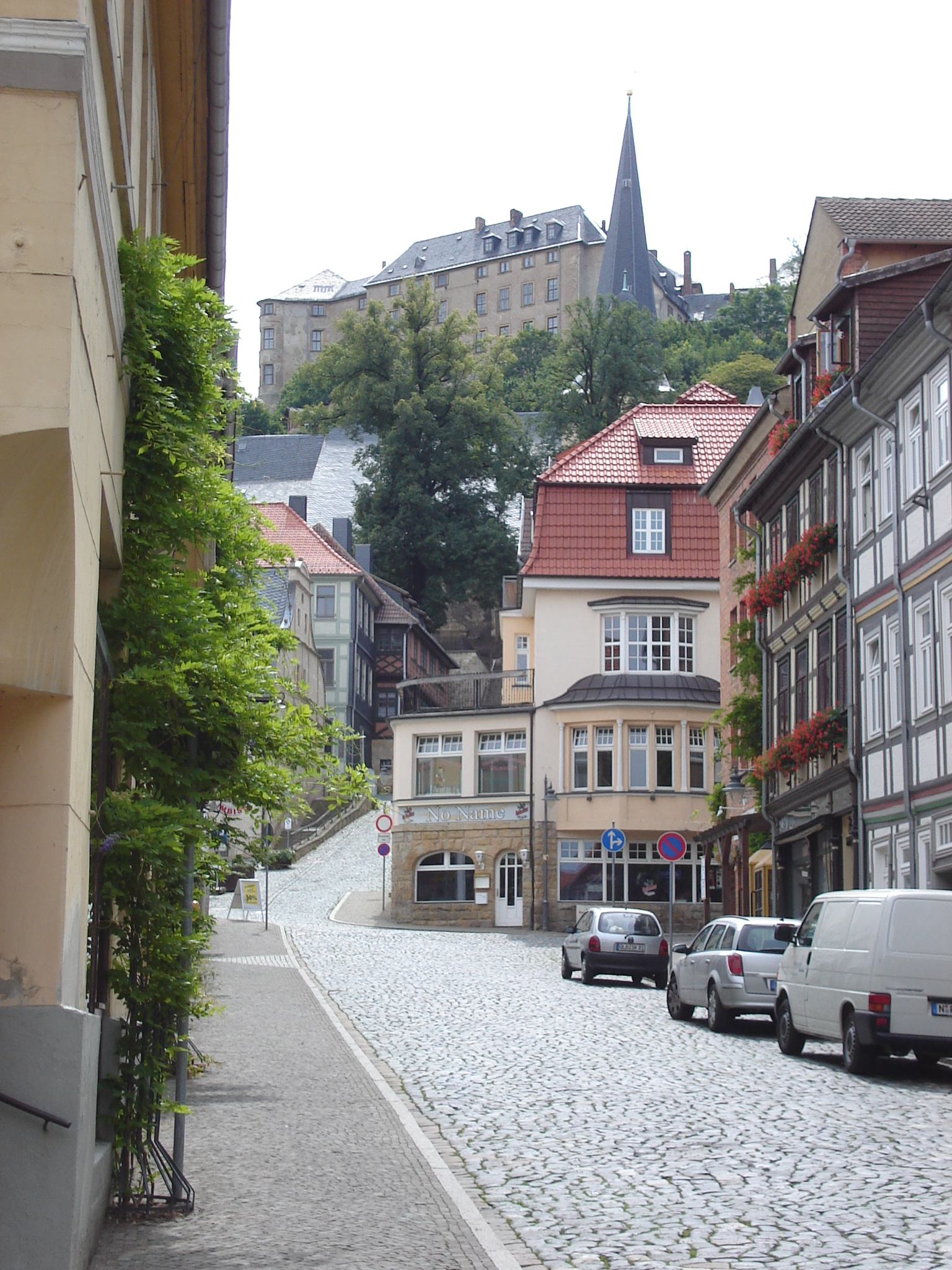
Gata med vy mot slottet (Großes Schloss)
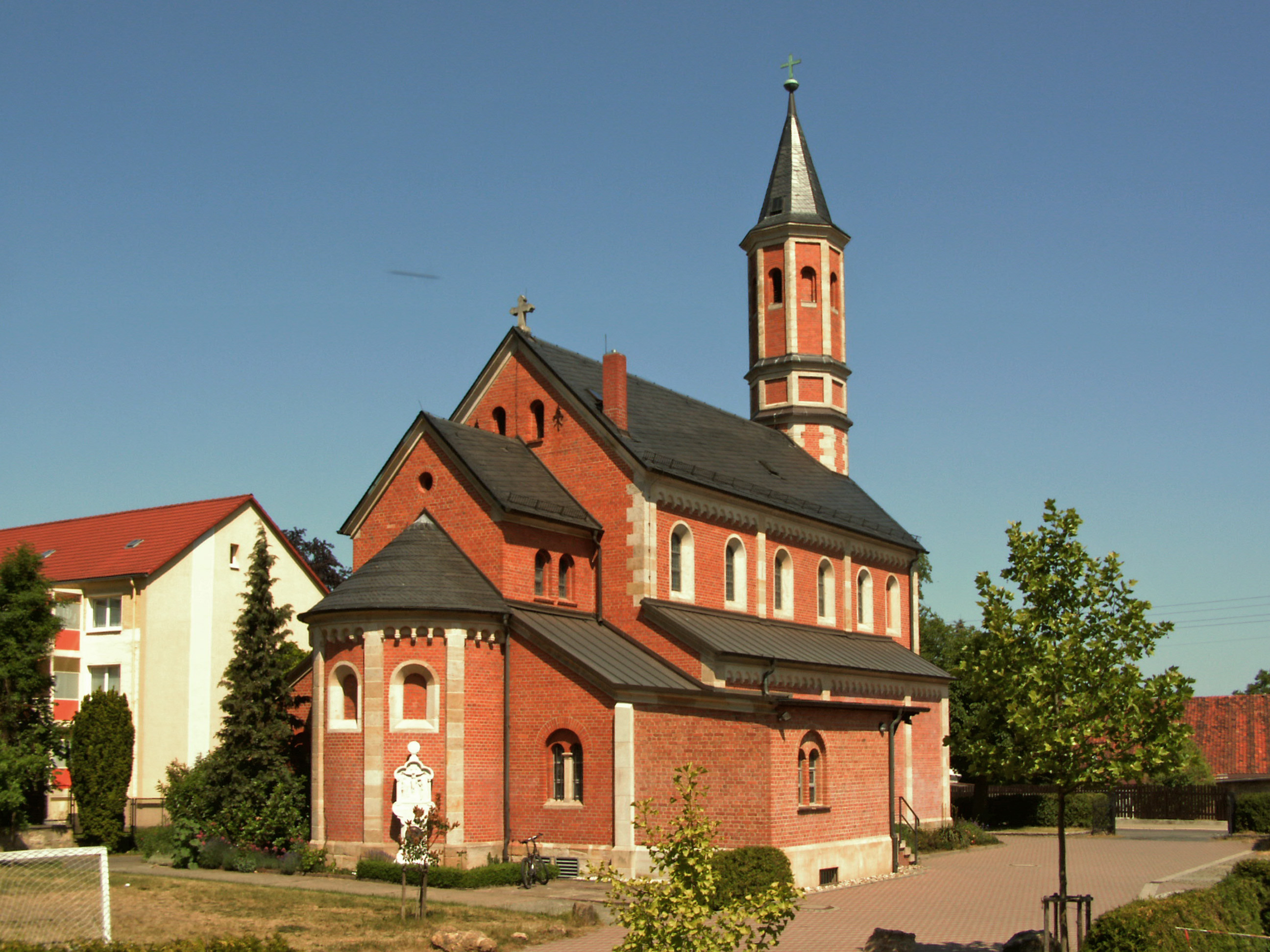
Kyrka St. Josef
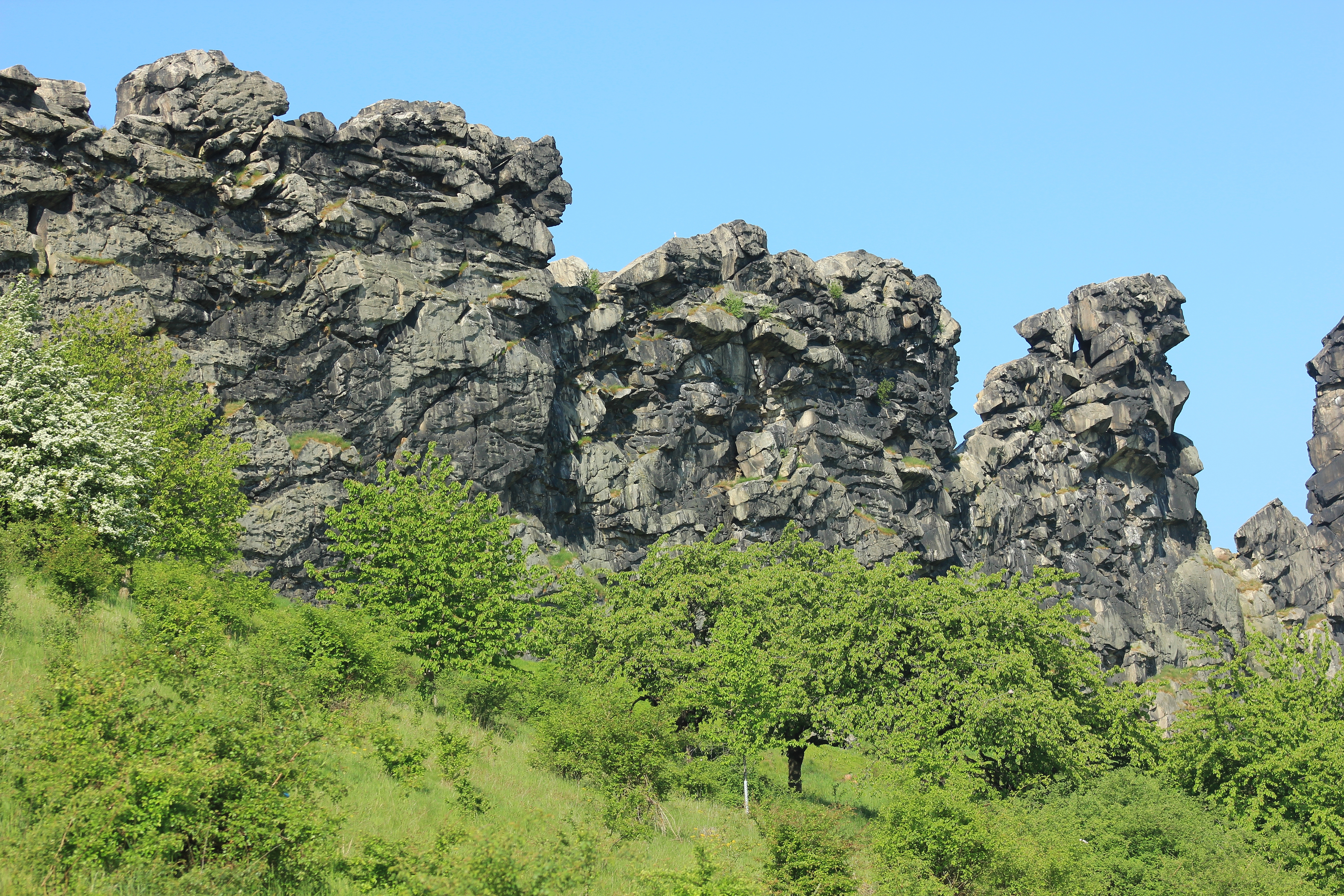
Teufelsmauer, som börjar vid Blankenburg